# نجم الدين أبو حشيش
نجم الدين أحمد حسن المعروف باسم نجم الدين أبو حشيش هو لاعب كرة قدم سوداني سابق، لعب كلاعب وسط في نادي المريخ ومنتخب السودان لكرة القدم.
اشتهر بلقب «أبو حشيش» نظراً لولادته في حي أبو حشيش بالعاصمة الخرطوم، كما بدأ مسيرته الكروية في نادي أبو حشيش الرياضي.

## الإنجازات

### مع المريخ
- الدوري السوداني الممتاز (4): 1997، 2000، 2001، 2002.
- كأس السودان (2): 2001، 2005.

## الحياة الشخصية
متزوج وأب لثلاثة أبناء وهم محمد، وأحمد، ومحمود.

## وصلات خارجية
- نجم الدين أبو حشيش على موقع National Football Teams